# St. Vinzenz (Oberopfingen)

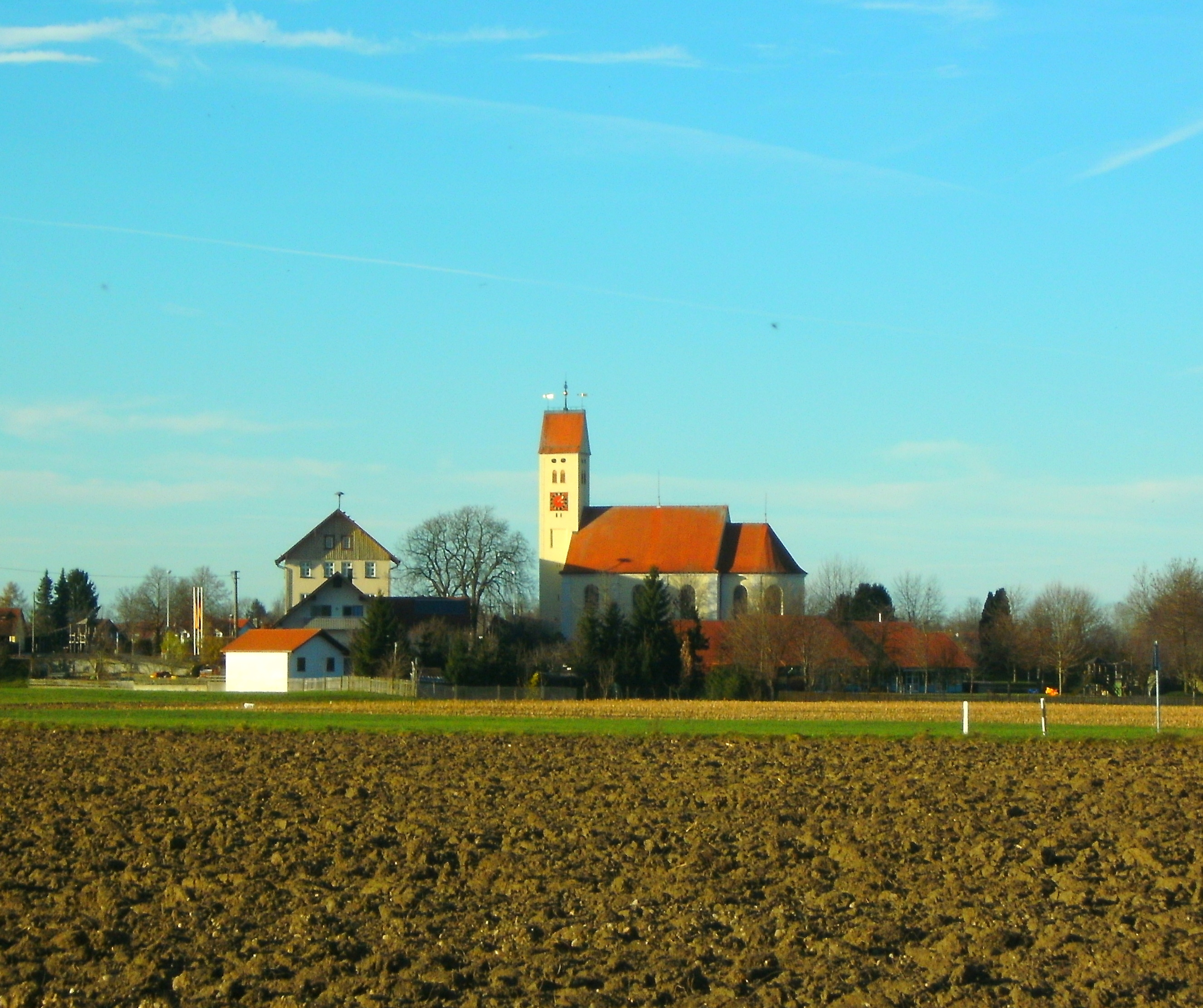
St. Vinzenz in Oberopfingen

Die römisch-katholische Pfarrkirche St. Vinzenz steht in Oberopfingen, einem Teilort der Gemeinde Kirchdorf an der Iller im Landkreis Biberach in Baden-Württemberg. Die Kirchengemeinde gehört zur Diözese Rottenburg-Stuttgart. Das Bauwerk ist beim Landesamt für Denkmalpflege Baden-Württemberg als Baudenkmal eingetragen.

## Beschreibung

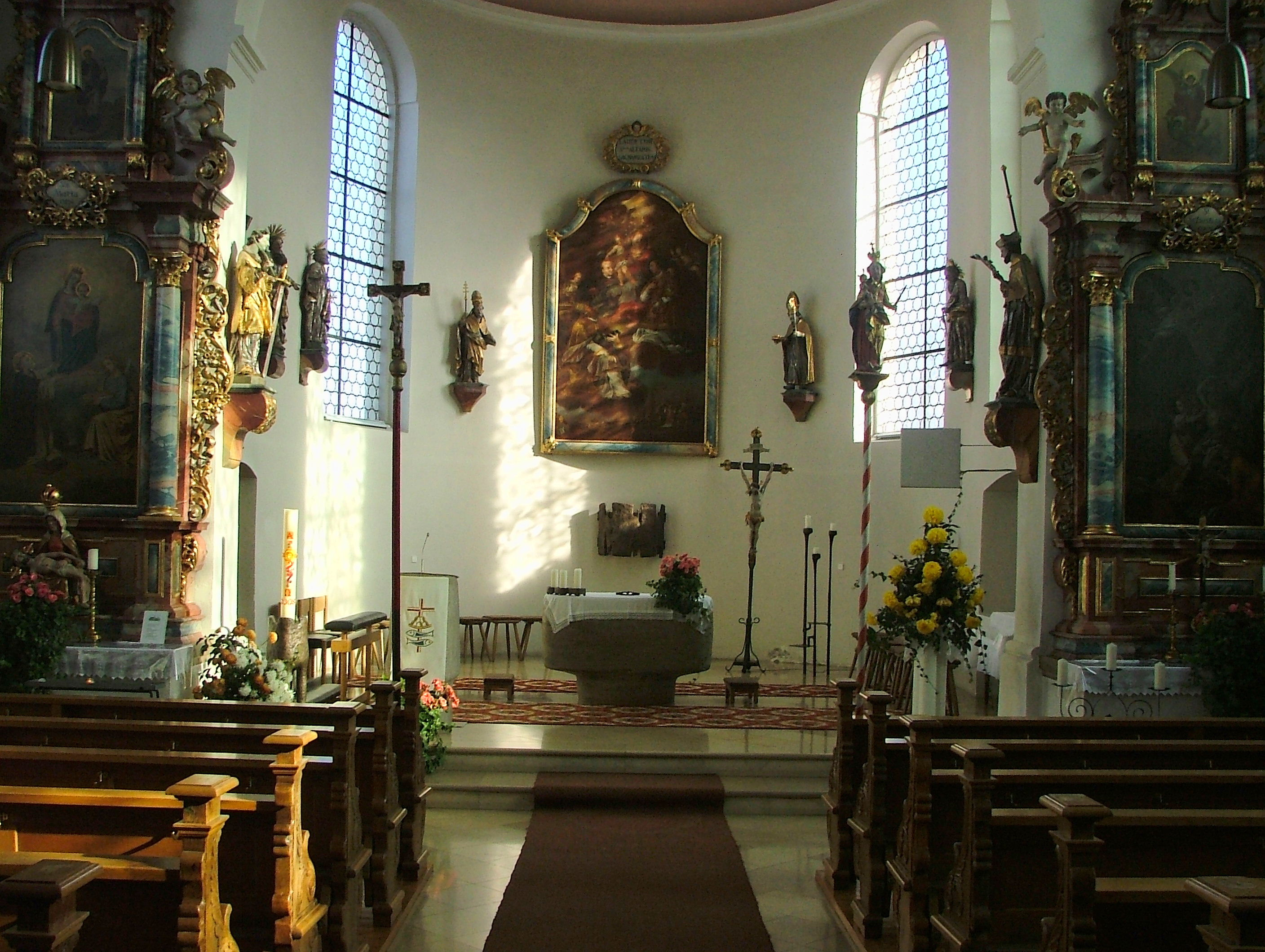
Chor

Die Saalkirche wurde 1721 erbaut nach dem Plan von Pater Christoph Vogt OSB, einem begnadeten Liebhaberarchitekten und Erbauer des Klosters Ottobeuren. Die Kirche besteht aus einem Langhaus, einem eingezogenen, halbrund geschlossenen Chor im Osten und einem spätgotischen Kirchturm im Westen, der in den oberen Geschossen die Turmuhr und den Glockenstuhl beherbergt, und der mit einem Satteldach bedeckt ist.
Zur Kirchenausstattung gehören unter anderem ein Marienbildnis von 1450 und ein Kruzifix von 1500. Die Orgel wurde 1913 als Opus 100 von Julius Schwarzbauer gebaut.